# Municipio de Santa María Peñoles
El municipio de Santa María Peñoles es uno de los 570 municipios en que se divide el estado mexiano de Oaxaca. Se encuentra en los Valles Centrales de Oaxaca y su cabecera es la población de Santa María Peñoles.

## Geografía
El municipio de Santa María Peñoles se encuentra localizado en el centro-oeste del estado de Oaxaca; pertenece al distrito de Etla y a la región Valles Centrales. Tiene una extensión territorial de 233.992 kilómetros cuadrados que representan el 0.25% de la extensión total de la entidad. Tiene como coordenadas geográficas extremas 16°57′ - 17°10′ de latitud norte y 96°55′ - 97°10′ de longitud oeste, y la altitud de su territorio va de 1 500 a 2 800 metros sobre el nivel del mar.
Sus límites corresponden al noroeste con el municipio de San Juan Tamazola y el municipio de Santo Domingo Nuxaá y al norte con el municipio de San Andrés Zautla, al noreste limita con el municipio de Santo Tomás Mazaltepec, al este con el municipio de San Felipe Tejalápam y el municipio de Santiago Tlazoyaltepec. Al sur confina con el municipio de San Miguel Peras y el municipio de San Antonio Huitepec.

## Demografía
La población total del municipio de Santa María Peñoles de acuerdo con el Censo de Población y Vivienda realizado en 2010 por el Instituto Nacional de Estadística y Geografía, es de 7 865 habitantes, de los que 3 799 son hombres y 4 066 son mujeres.
La densidad de población asciende a un total de 33.61 personas por kilómetro cuadrado.

### Localidades
El municipio se encuentra formado por 33 localidades, las principales y su población de acuerdo al censo de 2010 son:
| Localidad                 | Población |
| Total Municipio           | 7 865     |
| El Manzanito Tepantepec   | 681       |
| Santa María Peñoles       | 646       |
| Duraznal                  | 539       |
| Río Cacho                 | 441       |
| Cañada de Hielo           | 370       |
| El Carrizal               | 361       |
| San Mateo Tepantepec      | 306       |
| Recibimiento              | 288       |
| San Juan Ayllu Tepantepec | 288       |
| San Isidro Buenavista     | 282       |
| Río de Manzanita          | 262       |
| Santa Catarina Estetla    | 187       |

## Política

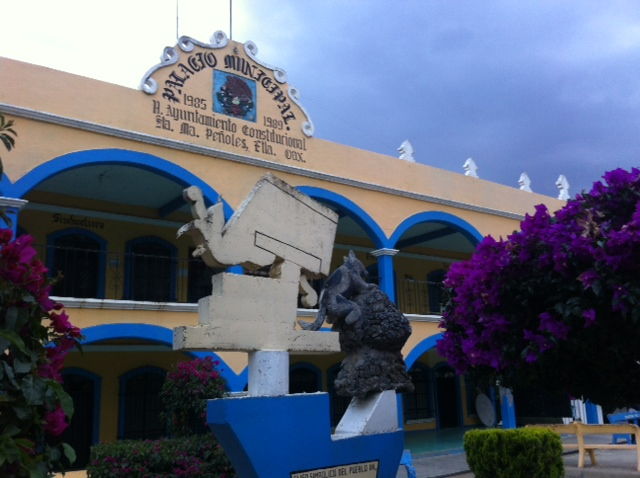
Palacio del Ayuntamiento

El gobierno del municipio de Santa María Peñoles se rige por principio de usos y costumbres que se encuentra vigente en un total de 424 municipios del estado de Oaxaca y en las cuales la elección de autoridades se realiza mediante las tradiciones locales y sin la intervención de los partidos políticos. 
El ayuntamiento de Santa María Peñoles está integrado por el presidente municipal, un síndico y el cabildo integrado por cuatro regidores.

### Representación legislativa
Para la elección de diputados locales al Congreso de Oaxaca y de diputados federales a la Cámara de Diputados federal, el municipio de Santa María Peñoles se encuentra integrado en los siguientes distritos electorales:
Local:
- Distrito electoral local de 5 de Oaxaca con cabecera en Asunción Nochixtlán.[4]

Federal:
- Distrito electoral federal 3 de Oaxaca con cabecera en Heroica Ciudad de Huajuapan de León.[5]